# Cian O'Connor
Cian O'Connor, född den 12 november 1979 i Dublin i Irland, är en irländsk ryttare.
Han tog OS-brons i den individuella hoppningen i samband med de olympiska ridsporttävlingarna 2012 i London.